# Peter Madsen (pianista)
Peter Madsen (19 de julio de 1955) es un pianista estadounidense de jazz.

## Primeros años
Madsen nació en Racine, Wisconsin donde empezó a tocar el piano clásico cuándo tenía ocho años. A la edad de diez años aprendió también a tocar el contrabajo.  Cuando Madsen tenía trece años, comenzó a tocar el piano con el estilo del jazz. Fue a la Universidad de Wisconsin–Eau Claire donde mejoró su formación en educación musical, y se graduó summa cum laude. La primera gran escapada de Madsen en el mundo del jazz ocurrió cuando Stan Getz lo invitó a viajar por Europa. Después de su gira con Getz, comenzó a actuar regularmente con los grandes del jazz. También se embarcó en una carrera como cabeza de cartel con su grupo, el "Trío Peter Madsen".

## Carrera
La carrera de Madsen ha sido prolífica. Ha producido o realizado más de un centenar de CD con una amplia gama de conocidos talentos del jazz. Más allá de las actuaciones, Madsen también ha trabajado como compositor. Ha compuesto más de 500 piezas, y ha grabado más de un centenar de composiciones originales. Madsen, a lo largo de su carrera, ha participado en muchas colaboraciones notables con artistas líderes de Brasil, África y Estados Unidos. Para nombrar justo unos cuantos,  ha actuado con los siguientes: Stan Getz, Stanley Turrentine, Benny Golson, George Coleman, Oscar Brown Jr., Arthur Blythe, Don Cereza, James Spaulding, Kenny Garrett, Joe Lovano, Sonny Fortuna, Ravi Coltrane, Randy Brecker, Toninho Horta, Maceo Parker, Pee Wee Ellis, Fred Wesley, Bobby Byrd, Lynn Collins, Martha Alto, Cheikh Lo, Tony Allen, Mahotella Reinas, y Vusi Mahlasela.  También trabaja como educador, enseñando a estudiantes de Austria, Japón, y los Estados Unidos.

## Críticas
- Peter Madsen es un compositor ingenioso, un pianista especializado y un placer positivo.[2] Revista JazzTimes.
- Madsen crea ondas deslumbrantes de energía que engullen al oyente.[3] The Philadelphia Inquirer.
- El Señor Madsen hace que estas piezas y otras cohabiten como un programa sólido, una tradición de pensamiento fuera del jazz unificado por la estructura inusual, los metros y el movimiento armónico. Es el trabajo más concienzudo que he visto de un músico de jazz construyendo un canon alternativo en un solo disco.[4] New York Times
- Él es el inconformista de los inconformistas, y esto podría probar el turno de fuerza más inverosímil del año. The Village Voice
- Madsen hace una primera interesante de lo que se está convirtiendo en una tarea imposible: encontrar líneas frescas en el libro más agotado del jazz moderno... el pianismo del intérprete es a menudo elegante y le da un hermoso sonido de piano. The Penguin Guide to Jazz (8.ª Edición)

## Discografía
- The Litchfield Suite del Trío Peter Madsen.
- Antepasados con Mario Pavone y el Quinteto de Tenor Doble.
- Cambios de humores con el Grupo Carla White.
- Snuggling Snakes" con Lewis Nash y Chris Potter.
- Tres de una Clase conoce al Señor T con Stanley Turrentine.
- Drip Some Grease con Benny Golson.
- Stick To It con Ravi Coltrane.
- Elvis nunca dejó el edificio, del Trío Peter Madsen (con Herwig Hammerl, Alfred Vogel).

Con Mario Pavone
- Mythos (2002)
- Orange (2003)
- Boom (2004)
- Deez to Blues (2006)
- Ancestors (2008)